# Халілов Валерій Михайлович
Валерій Михайлович Халілов (рос. Валерий Михайлович Халилов; *30 січня 1952, Термез, СРСР — 25 грудня 2016), — головний військовий диригент РФ, генерал-лейтенант. Народний артист (2014) та Заслужений діяч мистецтв.

## Біографія
У віці 11 років прийнятий у Московську військово-музичну школу, згодом до військово-диригентського факультету при Московській державній консерваторії імені П. І. Чайковського. Після навчання призначений диригентом оркестру Пушкінського вищого училища радіоелектроніки ППО. За шість років потому повернувся на військово-диригентський факультет як викладач кафедри диригування. З 1984 року переведений до управління Військово-оркестрової служби ЗС РФ, де з 1992 року був заступником, а з жовтня 2002 року начальником Військово-оркестрової служби — головним військовим диригентом країни.

## Творчість
Доробок головним чином складають оркестровки п'єс та марші котрі стилістично значно тяжіють до естрадного, а не похідного виконання аналогічно творчості Джона Сузи. В Україні найвідомішим із творів Халілова є марш «Генерал Милорадович», який певний час перебував в репертуарі оркестру ВМЦ СВ ЗСУ.
Марші:
1. «Молодіжний»
2. «Кадет»
3. «Генерал Милорадович»
4. «Улан»

та інші.

## Нагороди
- СРСР
  - Орден «За службу Батьківщині у Збройних Силах СРСР» III ступеню
  - Медаль «60 років Збройних Сил СРСР»
  - Медаль «70 років Збройних Сил СРСР»
  - Медаль «За бездоганну службу» I, II, III ступенів
- СНД
  - Ювілейна медаль «50 років Перемоги у Великій Вітчизняній війні 1941—1945 рр.»
  - Медаль Жукова
- Російська Федерація
  - Орден Пошани
  - Ювілейна медаль «300 років Російському флоту»
  - Медаль «У пам'ять 850-річчя Москви»
  - Медаль «За воїнську доблесть» І ступеню
  - Медаль «За зміцнення бойової співдружності»
  - Медаль «200 років Міністерству оборони»